# Mrzlo Polje, Laško
Mrzlo Polje este o localitate din comuna Laško, Slovenia, cu o populație de 61 de locuitori.